# يان كوبر
يان كوبر (بالإنجليزية: Ian Cooper)‏ (1 يناير 1946 ببرادفورد في المملكة المتحدة - ) هو مدرب كرة قدم ولاعب كرة قدم بريطاني في مركز الدفاع. لعب مع برادفورد سيتي ونادي جيزيلي ‏.

## وصلات خارجية
- يان كوبر على موقع قاعدة بيانات كرة القدم.إي يو (الإنجليزية)